# Romániai Képzőművészek Szövetsége
Romániai Képzőművészek Szövetsége román nyelven: Uniunea Artiștilor Plastici din România, rövidítése: UAP. A romániai képzőművészek szakmai szövetsége. Alapítás ideje: 1950. Székhely: Bukarest.
A Képzőművészetek Bukaresti Szakszervezete valamint a Képzőművészek Vidéki Vegyes Szakszervezete 1950-ben alakult Romániában. A Romániai Képzőművészek Szövetsége a fenti szervezetek jogutódja, 2010-ben ünnepelte fennállásának 60. évfordulóját. Professzionista szervezet, a tagság feltételei közé tartozik többek között a felsőfokú képzőművészeti végzettség is. Az UAP leányvállalatai, területi és szakmai szövetségei által az egész ország területére nézve ellátja feladatait. Nagy szerepe van hazai és külföldi kiállítások szervezésében. Feladata a tagok szakmai és társadalmi érdekképviselete. Harcol az alkotói szabadság érvényesüléséért minden területen, támogatja és védelmezi a képzőművészek szakmai kibontakozását, érvényesülését. 1995-től törvény rendelkezik tagjai számára a társadalombiztosításról, valamint a nyugdíjról.

## Magyar tagjaiból
- Feszt László
- Horváth Gyöngyvér
- Szécsi András
- Zimán Vitályos Magda
- Szántó András